# 马尔邦乡
马尔邦乡，是中华人民共和国四川省阿坝藏族羌族自治州金川县曾经下辖的一个乡。2019年12月，撤销马尔邦乡、马奈乡，设立马奈镇，以原马尔邦乡和原马奈乡所属行政区域为马奈镇的行政区域。

## 行政区划
马尔邦乡撤销前下辖以下地区：
八角塘村、独脚沟村和白纳溪村。